# Clubiona acies
Clubiona acies är en spindelart som beskrevs av Hercule Nicolet 1849. Clubiona acies ingår i släktet Clubiona och familjen säckspindlar. Inga underarter finns listade i Catalogue of Life.